# Jharia
Jharia è una città dell'India di 81.979 abitanti, situata nel distretto di Dhanbad, nello stato federato del Jharkhand. In base al numero di abitanti la città rientra nella classe II (da 50.000 a 99.999 persone).

## Geografia fisica
La città è situata a 23° 42' 07 N e 86° 24' 45 E. Nel suo territorio è presente l'omonimo bacino carbonifero, che rappresenta la più grande riserva di carbone in India, stimata in 19,4 miliardi di tonnellate di carbone coke.

## Società

### Evoluzione demografica
Al censimento del 2001 la popolazione di Jharia assommava a 81.979 persone, delle quali 44.359 maschi e 37.620 femmine. I bambini di età inferiore o uguale ai sei anni assommavano a 11.543, dei quali 5.918 maschi e 5.625 femmine. Infine, coloro che erano in grado di saper almeno leggere e scrivere erano 55.528, dei quali 32.807 maschi e 22.721 femmine.